# ارده

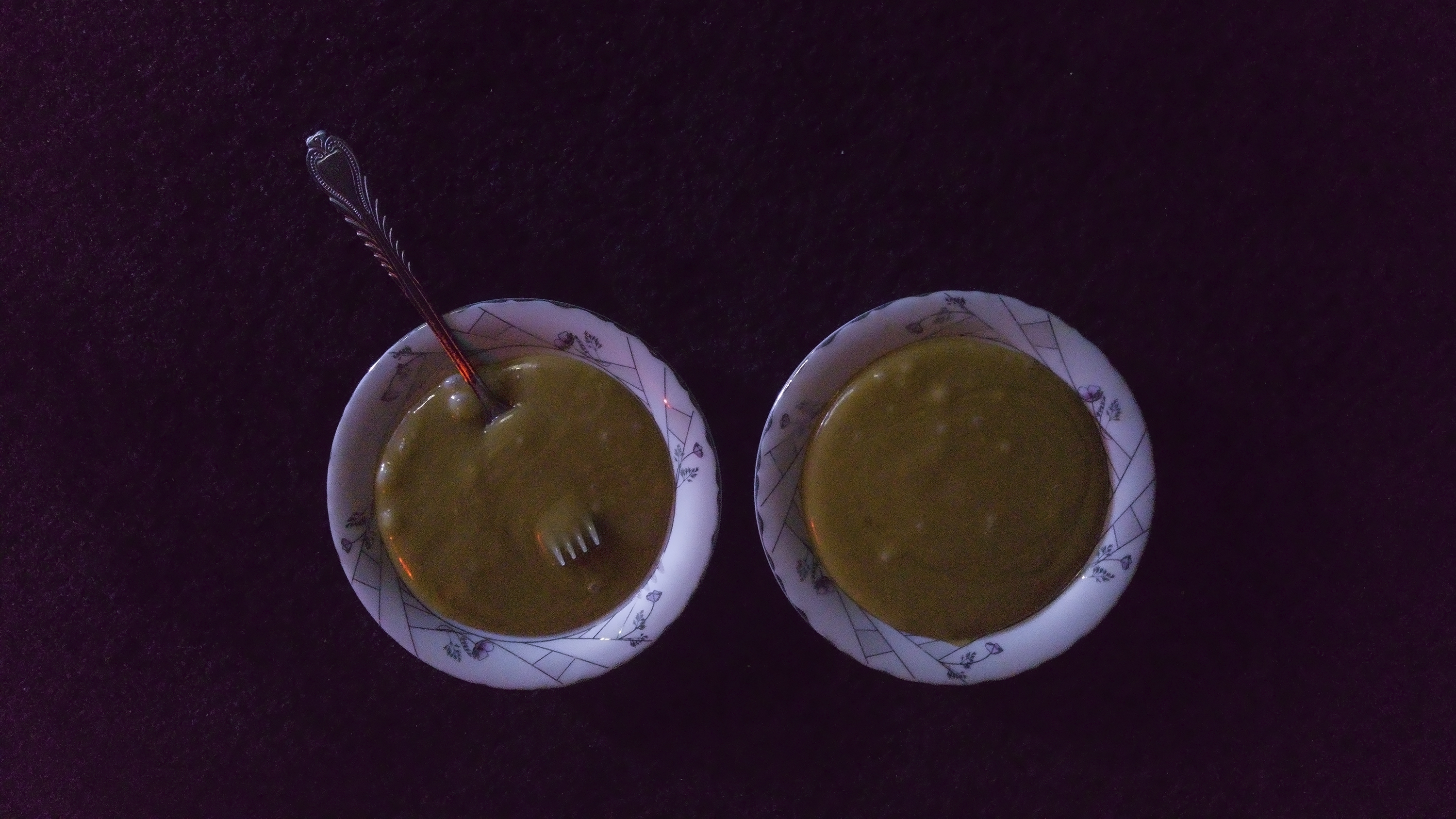
ارده با عسل، یک صبحانه ایرانی

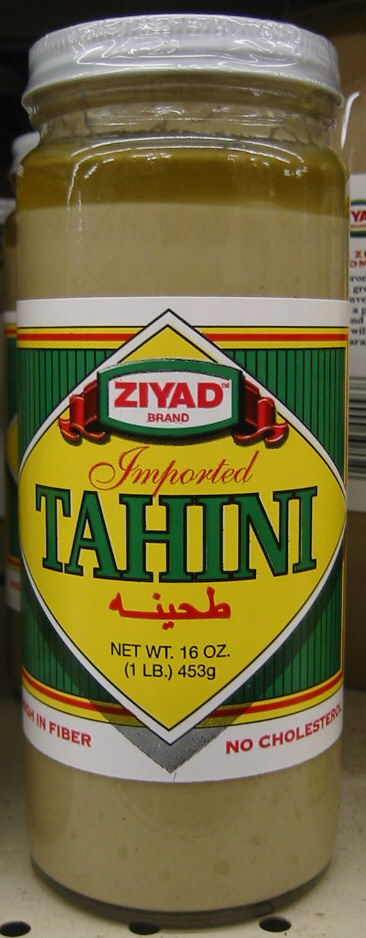
طحینه یا ارده

اَرده یک نوع خوراکی است که از دانه‌های کنجد تفت داده شده و کوبیده شده به دست می‌آید. این خوراک را در کشورهای عربی «طَحینه» می‌نامند.

## نحوه مصرف ارده
ارده خود به تنهایی یک مادهٔ غذایی کامل برای هر وعده غذایی به ویژه صبحانه است. ارده را به طریق مختلفی می‌توان مصرف نمود. می‌توان آن را به صورت خالص و بدون هیچ‌گونه افزودنی با نان مصرف کرد یا مواد شیرینی از قبیل: عسل، شیره اعم از شیره نبات، خرما، انگور و مربا به آن اضافه نمود. میزان افزودنی بسته به ذایقه افراد متفاوت است.

## کاربردهای آشپزی
ارده در آشپزی لبنانی، ارمنی، یونانی، ایرانی، ترکی، عراقی، مغربی و بلغاری کاربرد دارد. ارده به تنهایی به عنوان چاشنی یا به بخش اصلی حلوا ارده، حلواشکری، بابا غنوج و حمص استفاده می‌شود.
آش ارده یا پلو ارده خوزستانی که در دزفول و فصل سرد پخته میشود و همراه تربچه و برگ تربچه سرو میشود. 
نخود ارده و ارده بادمجان (جانشین بادمجان کنجدی) که در غرب کشور پخته میشود. 

## صبحانه ترکیب‌ شده با ارده
ازمشتقات ارده به صورت کرم کنجد، حلوا ارده، حلوا شکری، شکلات صبحانه ترکیب شده با ارده می‌توان نام برد.
کرم کنجد یک نوع محصول ترکیب شده ارده با شیر خشک و طعم‌دهنده‌های طبیعی دیگر مانند پسته، شکلات، فندق و وانیل است که به عنوان میان‌وعده و صبحانه استفاده می‌شود.

## ارده و لاغری
1. کاهش اشتها: ترکیب ارده و شیره می‌تواند به کاهش اشتها کمک کند. فیبر موجود در ارده باعث احساس سیری طولانی‌تری می‌شود و شیره به عنوان یک منبع انرژی طبیعی، نیاز به مصرف مواد غذایی اضافی را کاهش می‌دهد.[۲]
2. افزایش متابولیسم: ارده به دلیل محتوای پروتئینی و چربی‌های سالم، می‌تواند به افزایش متابولیسم بدن کمک کند. این امر به سوزاندن کالری بیشتر و در نتیجه کاهش وزن کمک می‌کند.
3. تأمین انرژی: شیره به عنوان یک منبع سریع انرژی، می‌تواند به تأمین انرژی مورد نیاز بدن در طول روز کمک کند. این انرژی می‌تواند به فعالیت‌های ورزشی و روزمره کمک کند و در نتیجه به کاهش وزن کمک نماید.
4. تنظیم قند خون: ترکیب ارده و شیره می‌تواند به تنظیم قند خون کمک کند. این امر به جلوگیری از افزایش ناگهانی قند خون و در نتیجه کاهش احساس گرسنگی کمک می‌کند.